# Wesmaelius coloradensis
Wesmaelius coloradensis is een insect uit de familie van de bruine gaasvliegen (Hemerobiidae), die tot de orde netvleugeligen (Neuroptera) behoort. 
Wesmaelius coloradensis is voor het eerst wetenschappelijk beschreven door Banks in 1897.